# Ulica Boleść w Warszawie
Ulica Boleść – ulica na Nowym Mieście, w dzielnicy Śródmieście w Warszawie.

## Historia
Ulica występuje już w średniowieczu jako przedłużenie ul. Mostowej do Wisły, wraz z którą stanowiła dojazd do ukończonego w 1573 roku mostu Zygmunta Augusta. W roku 1582 przy ulicy wzniesiono Bramę Mostową, w późniejszym okresie mieszczącej prochownię oraz więzienie. 
Po zmianie przeznaczenia i rozbudowie budynku na więzienie (Dom Kary i Poprawy) w 1770 ulicy nadano nazwę Poprawna. Nazwa nie przyjęła się wśród mieszkańców, którzy nazywali ją Boleść lub Bolesną, gdyż tą ulicą rodziny odprowadzały aresztantów do więzienia.
Pozostałą zabudowę ulicy stanowiły wówczas drewniane spichlerze; dopiero w roku 1780 pojawiły się przy Boleść pierwsze murowane kamienice. Około roku 1910 w związku z rozbudową produkującej ekstrakty garbarskie fabryki „Quebracho” mieszczącej się przy ul. Rybaki, fabryczne zabudowania otrzymały dodatkową numerację przyporządkowaną ul. Boleść – numer 2/4.
Wszystkie zabudowania przy ulicy spłonęły w 1944, wypalony zespół Bramy Mostowej i więzienia został odbudowany po wojnie, zaś zabudowania fabryki „Quebracho” wyburzono w latach 60.
Układ urbanistyczny ulicy wpisany jest do gminnej ewidencji zabytków i rejestru zabytków.